# Phyllonorycter barbarella
Phyllonorycter barbarella là một loài bướm đêm thuộc họ Gracillariidae. Nó được tìm thấy ở bán đảo Iberia và miền nam Pháp.
Ấu trùng ăn Quercus faginea và Quercus pubescens. Chúng ăn lá nơi chúng làm tổ. They create a lower-surface tentiform mine between two side veins. The mine can run over a vein or even the midrib.